# 女子國

圖出自《古今圖書集成·方輿彙編·邊裔典·第四十二卷》，其描繪女子們窺探神井

圖出自《古今圖書集成·方輿彙編·邊裔典·第四十一卷》，其描繪女子們於池中沐浴

女子國是《淮南子》所記海外三十六國之一，其民稱作女子民，位在海中島上，國中無男子，婦人在黃池中沐浴或窺探國內一神井即可懷孕生子，若生男孩，其三歲便夭折，故此女子國只有女性。
女子国在《山海經·海外西經》以及《大荒西經》中都有所記載。
《西遊記》中的女兒國也有借用女子國概念。